# Сфагнум валькуватий
Сфагнум валькуватий (Sphagnum teres) — вид мохів порядку торфовикальних (Sphagnales).

## Поширення
Батьківщиною є Європа, Північна Америка, Азія.
Цей вид має толерантність до досить широкого діапазону коливань трофічного статусу, рівня води та тіні. Він утворює слабкі або щільні килими в різноманітних вологих або вологих мезотрофних або дещо евтрофних середовищах існування, включаючи відкриті болота, чагарники, болотні ліси, мінералотрофні болота, багаті кальцієм, промиви та береги потоків у мохових тундрах. Може бути звичайним у болотах субальпійського поясу, а також у покривах плаваючої рослинності в зарослих озерах і в перехідних болотах з домінуванням Phragmites australis у лісостеповій зоні.

## Характеристика
Рослини від досить тонких до помірних розмірів, від блідо-зелених до жовтуватих або червонувато-коричневих у вирощених на сонці форм; утворює пухкі до щільних килимів. Стебла від блідо-зеленого до червоно-коричневого; 3–4 шари поверхневих клітин. Стеблове листя, як правило, більше за листя гілок, 1.3–1.8 × 0.8–1 мм; від еліптичної до язичково-лопатчатої форми, найширший над серединою. Гілки довгоциліндричні, листя гілок опалювальні, іноді виразно квадратні в тіні. Листя гілок 1–1,4 мм, від яйцеподібних до яйцеподібно-ланцетних. Вид дводомний. Спори 21–26 мкм; проксимальна і дистальна поверхні гладкі, сосочки нечіткі